# Leichtathletik-Länderkampf der Männer 1972 BR Deutschland – Sowjetunion
| 9. Leichtathletik-Länderkampf mit bundesdeutscher Beteiligung 1972 | 9. Leichtathletik-Länderkampf mit bundesdeutscher Beteiligung 1972 |
| ------------------------------------------------------------------ | ------------------------------------------------------------------ |
|                                                                    |                                                                    |
| Ländervergleich der Männer: BR Deutschland – Sowjetunion           |                                                                    |
| Austragungsort                                                     | Augsburg                                                           |
| Wettbewerbe                                                        | 21                                                                 |
| Datum                                                              | 23./24. Juni                                                       |
| 1. URS 2. FRG                                                      | 236 Punkte 196 Punkte                                              |
| Chronik                                                            |                                                                    |
| ← FRG-NLD-SUI Straß'lauf (M)                                       | FRG-URS (F) →                                                      |

Im neunten Vergleich des Länderkampfjahres 1972 kamen die Männer zu ihrem ersten Länderkampf mit dem allgemeinen leichtathletischen Programm. Mit der Sowjetunion war der Gegner am 23./24. Juli in Augsburg zum jetzt vierten Mal die stärkste Leichtathletiknation Europas der vergangenen Jahre. Nach dem überraschenden bundesdeutschen Sieg in Augsburg 1958 und den sowjetischen Erfolgen 1959 in Moskau und 1971 in Kiew lautete die bisherige Bilanz zwischen den beiden Ländern zwei zu eins für die UdSSR. Auch die Frauen trugen in Moskau parallel mit den Männern einen Länderkampf mit der UdSSR aus.

## Wettbewerbe und Modus
Auf dem Programm stand neben den bei Länderkämpfen üblichen zwanzig Disziplinen zusätzlich noch das 10.000-Meter-Bahngehen. Aus dem olympischen Wettbewerbskatalog fehlten nur der Marathonlauf, die beiden Disziplinen im Straßengehen und der Zehnkampf. Am Start waren diesmal drei Vertreter je Land und Wettbewerb, die nach folgendem System gewertet wurden: 1. Platz: 7 Punkte / 2. Pl.: 5 P. / 3. Pl.: 4 P. / 4. Pl.: 3 P. / … – Staffeln: 1. Pl.: 5 P. / 2. Pl.: 2 P.

## Ergebnis
In den Einzelläufen verbuchte das sowjetische Team acht Disziplinsiege, das deutsche einen und es gab eine unentschiedene Wertung. Die bundesdeutschen Athleten kamen in den Läufen zwar auf vier Einzelsiege, aber durch die weiteren Platzierungen gingen auch diese Wettbewerbe an die Sowjetunion. Ihren Disziplinsieg feierten die bundesdeutschen Teilnehmer mit einem Dreifacherfolg. Die beiden Staffeln gewann die Bundesrepublik. Auch im Bahngehen lag ein bundesdeutscher Geher vorn, doch in der Disziplinwertung sammelten die sowjetischen Vertreter wenige Punkte mehr als die bundesdeutschen. Auch in den Bereichen Sprung sowie Wurf/Stoß lag die UdSSR jeweils knapp vorne. In beiden Kategorien gingen jeweils zwei Disziplinwertungen an jedes Team, doch die bundesdeutschen Vertreter sammelten auch hier durch insgesamt mehr hintere Platzierungen jeweils weniger Punkte als ihre Gegner, die in den Sprüngen auf zwei Dreifacherfolg kamen und in der Kategorie Wurf/Stoß auf einen. So brachten die sowjetischen Leichtathleten ihren bundesdeutschen Gegnern mit 236 zu 196 Punkten wie schon im Zehnkampf-Vergleich zwei Wochen zuvor eine Niederlage bei. Es war die dritte und letzte Saisonniederlage der bundesdeutschen Männer.

## Resultate

### 100 m
| Platz | Athlet           | Land | Zeit (s) |
| ----- | ---------------- | ---- | -------- |
| 1     | Walerij Borsow   | URS  | 10,28    |
| 2     | Klaus Ehl        | FRG  | 10,45    |
| 3     | Wladimir Atamas  | URS  | 10,48    |
| 4     | Karlheinz Klotz  | FRG  | 10,60    |
| 5     | Wladimir Lowezki | URS  | 10,64    |
| 6     | Manfred Schumann | FRG  | 10,65    |

Datum: 23. Juni

### 200 m
| Platz | Athlet             | Land | Zeit (s) |
| ----- | ------------------ | ---- | -------- |
| 1     | Walerij Borsow     | URS  | 20,72    |
| 2     | Karl Honz          | FRG  | 21,06    |
| 3     | Martin Jellinghaus | FRG  | 21,12    |
| 4     | Wladimir Lowezki   | URS  | 21,30    |
| 5     | Wladimir Atamas    | URS  | 21,30    |
| 6     | Manfred Ommer      | FRG  | 21,52    |

Datum: 24. Juni

### 400 m
| Platz | Athlet                 | Land | Zeit (s) |
| ----- | ---------------------- | ---- | -------- |
| 1     | Karl Honz              | FRG  | 45,68    |
| 2     | Horst-Rüdiger Schlöske | FRG  | 46,61    |
| 3     | Bernd Herrmann         | FRG  | 46,90    |
| 4     | Leonid Korolew         | URS  | 47,02    |
| 5     | Jewgeni Borissenko     | URS  | 47,70    |
| 6     | Wladimir Nossenko      | URS  | 48,36    |

Datum: 23. Juni

### 800 m
| Platz | Athlet                     | Land | Zeit (min) |
| ----- | -------------------------- | ---- | ---------- |
| 1     | Iwan Iwanow                | URS  | 1:47,88    |
| 2     | Paul-Heinz Wellmann        | FRG  | 1:48,35    |
| 3     | Stanislaw Meschtscherskich | URS  | 1:48,39    |
| 4     | Josef Schmid               | FRG  | 1:49,68    |
| 5     | Hans-Peter Wieland         | FRG  | 1:49,86    |
| 6     | Wiktor Semjaschkin         | URS  | 1:50,55    |

Datum: 24. Juni

### 1500 m
| Platz | Athlet               | Land | Zeit (min) |
| ----- | -------------------- | ---- | ---------- |
| 1     | Bodo Tümmler         | FRG  | 3:43,23    |
| 2     | Wolodymyr Pantelej   | URS  | 3:43,52    |
| 3     | Jewgeni Arschanow    | URS  | 3:44,32    |
| 4     | Michail Schelobowski | URS  | 3:44,54    |
| 5     | Thomas Wessinghage   | FRG  | 3:45,16    |
| 6     | Erk Maasch           | FRG  | 3:45,61    |

Datum: 23. Juni

### 5000 m
| Platz | Athlet             | Land | Zeit (min) |
| ----- | ------------------ | ---- | ---------- |
| 1     | Harald Norpoth     | FRG  | 13:34,8    |
| 2     | Juri Alexaschin    | URS  | 13:40,4    |
| 3     | Petras Simonelis   | URS  | 13:43,4    |
| 4     | Jürgen May         | FRG  | 13:47,6    |
| 5     | Alexander Morosow  | URS  | 13:57,4    |
| 6     | Wolfgang Riesinger | FRG  | 14:06,8    |

Datum: 24. Juni

### 10.000 m
| Platz | Athlet                 | Land | Zeit (min) |
| ----- | ---------------------- | ---- | ---------- |
| 1     | Raschid Scharafetdinow | URS  | 28:06,0    |
| 2     | Pawel Andrejew         | URS  | 28:07,8    |
| 3     | Anatoli Badrankow      | URS  | 28:09,2    |
| 4     | Manfred Letzerich      | FRG  | 28:14,4    |
| 5     | Lutz Philipp           | FRG  | 28:44,2    |
| 6     | Gerhard Fontana        | FRG  | 29:15,4    |

Datum: 23. Juni

### 110 m Hürden
| Platz | Athlet                 | Land | Zeit (s) |
| ----- | ---------------------- | ---- | -------- |
| 1     | Günther Nickel         | FRG  | 13,82    |
| 2     | Anatoli Moschiaschwili | URS  | 13,94    |
| 3     | Boris Pischtschulin    | URS  | 14,01    |
| 4     | Wiktor Mjasnikow       | URS  | 14,03    |
| 5     | Manfred Schumann       | FRG  | 14,31    |
| 6     | Werner Trzmiel         | FRG  | 14,56    |

Datum: 24. Juni

### 400 m Hürden
| Platz | Athlet            | Land | Zeit (s) |
| ----- | ----------------- | ---- | -------- |
| 1     | Jauhen Haurylenka | URS  | 49,73    |
| 2     | Dmitri Stukalow   | URS  | 50,53    |
| 3     | Rolf Ziegler      | FRG  | 50,68    |
| 4     | Juri Sorin        | URS  | 50,83    |
| 5     | Manfred Klaußner  | FRG  | 50,89    |
| 6     | Dieter Büttner    | FRG  | 50,98    |

Datum: 24. Juni

### 3000 m Hindernis
| Platz | Athlet               | Land | Zeit (min) |
| ----- | -------------------- | ---- | ---------- |
| 1     | Romualdas Bitte      | URS  | 8:29,8     |
| 2     | Willi Wagner         | FRG  | 8:31,2     |
| 3     | Hans-Dieter Schulten | FRG  | 8:32,8     |
| 4     | Wladimir Dudin       | URS  | 8:33,0     |
| 5     | Willi Maier          | FRG  | 8:33,0     |
| 6     | Ilmar Ruus           | URS  | 8:33,4     |

Datum: 23. Juni

### 4 × 100 m Staffel
| Platz | Besetzung      | Land                                                             | Zeit (s) |
| ----- | -------------- | ---------------------------------------------------------------- | -------- |
| 1     | BR Deutschland | Klaus Ehl Karlheinz Klotz Manfred Ommer Klaus-Dieter Bieler      | 39,12    |
| 2     | Sowjetunion    | Wiktor Mjasnikow Wladimir Lowezki Wladimir Atamas Walerij Borsow | 39,12    |

Datum: 23. Juni

### 4 × 400 m Staffel
| Platz | Besetzung      | Land                                                                  | Zeit (min) |
| ----- | -------------- | --------------------------------------------------------------------- | ---------- |
| 1     | BR Deutschland | Martin Jellinghaus Ulrich Reich Bernd Herrmann Horst-Rüdiger Schlöske | 3:04,43    |
| 2     | Sowjetunion    | Jewgeni Borissenko Leonid Korolew Wladimir Nossenko Juri Sorin        | 3:07,75    |

Datum: 24. Juni

### 10.000 m Bahngehen
| Platz | Athlet                  | Land | Zeit (min) |
| ----- | ----------------------- | ---- | ---------- |
| 1     | Bernd Kannenberg        | FRG  | 41:36,2    |
| 2     | Mykola Smaha            | URS  | 41:37,0    |
| 3     | Wolodymyr Holubnytschyj | URS  | 42:16,4    |
| 4     | Weniamin Soldatenko     | URS  | 43:27,4    |
| 5     | Horst-Rüdiger Magnor    | FRG  | 43:35,0    |
| 6     | Wilfried Wesch          | FRG  | 43:37,6    |

Datum: 23. Juni

### Hochsprung
| Platz | Athlet           | Land | Höhe (m) |
| ----- | ---------------- | ---- | -------- |
| 1     | Kęstutis Šapka   | URS  | 2,24     |
| 2     | Waleri Abramow   | URS  | 2,20     |
| 3     | Jüri Tarmak      | URS  | 2,20     |
| 4     | Hermann Magerl   | FRG  | 2,17     |
| 5     | Ingomar Sieghart | FRG  | 2,14     |
| 6     | Lothar Doster    | FRG  | 2,05     |

Datum: 24. Juni

### Stabhochsprung
| Platz | Athlet            | Land | Höhe (m) |
| ----- | ----------------- | ---- | -------- |
| 1     | Reinhard Kuretzky | FRG  | 5,25     |
| 2     | Jewgeni Tananika  | URS  | 5,25     |
| 3     | Juri Issakow      | URS  | 5,20     |
| 4     | Volker Ohl        | FRG  | 5,20     |
| 5     | Heinz Busche      | FRG  | 5,10     |
| 6     | Gennadi Gussew    | URS  | 5,00     |

Datum: 23. Juni

### Weitsprung
| Platz | Athlet              | Land | Weite (m) |
| ----- | ------------------- | ---- | --------- |
| 1     | Hans Baumgartner    | FRG  | 7,92      |
| 2     | Josef Schwarz       | FRG  | 7,88      |
| 3     | Tõnu Lepik          | URS  | 7,63      |
| 4     | Igor Ter-Owanessjan | URS  | 7,63      |
| 5     | Helmut Klöck        | FRG  | 7,55      |
| 6     | Alexei Ponomarenko  | URS  | 7,44      |

Datum: 23. Juni

### Dreisprung
| Platz | Athlet           | Land | Weite (m) |
| ----- | ---------------- | ---- | --------- |
| 1     | Gennadi Bessonow | URS  | 16,61     |
| 2     | Wiktor Sanejew   | URS  | 16,54     |
| 3     | Michail Bariban  | URS  | 16,11     |
| 4     | Michael Sauer    | FRG  | 16,04     |
| 5     | Joachim Kugler   | FRG  | 15,56     |
| 6     | Richard Kick     | FRG  | 15,52     |

Datum: 24. Juni

### Kugelstoßen
| Platz | Athlet                 | Land | Weite (m) |
| ----- | ---------------------- | ---- | --------- |
| 1     | Alexander Baryschnikow | URS  | 20,54     |
| 2     | Waleri Wolkin          | URS  | 19,87     |
| 3     | Rimantas Plungė        | URS  | 19,58     |
| 4     | Rolf Engels            | FRG  | 19,39     |
| 5     | Ralf Reichenbach       | FRG  | 19,30     |
| 6     | Heinfried Birlenbach   | FRG  | 19,22     |

Datum: 24. Juni

### Diskuswurf
| Platz | Athlet             | Land | Weite (m) |
| ----- | ------------------ | ---- | --------- |
| 1     | Veljo Kuusemäe     | URS  | 62,72     |
| 2     | Hein-Direck Neu    | FRG  | 62,14     |
| 3     | Dirk Wippermann    | FRG  | 61,84     |
| 4     | Klaus-Peter Hennig | FRG  | 61,46     |
| 5     | Wladimir Ljachow   | URS  | 61,18     |
| 6     | Wiktor Pensikow    | URS  | 59,92     |

Datum: 23. Juni

### Hammerwurf
| Platz | Athlet                | Land | Weite (m) |
| ----- | --------------------- | ---- | --------- |
| 1     | Anatolij Bondartschuk | URS  | 75,76     |
| 2     | Uwe Beyer             | FRG  | 73,68     |
| 3     | Edwin Klein           | FRG  | 72,58     |
| 4     | Josef Gamski          | URS  | 72,24     |
| 5     | Wassili Chmelewski    | URS  | 72,02     |
| 6     | Karl-Hans Riehm       | FRG  | 71,78     |

Datum: 24. Juni

### Speerwurf
| Platz | Athlet            | Land | Weite (m) |
| ----- | ----------------- | ---- | --------- |
| 1     | Jānis Lūsis       | URS  | 89,38     |
| 2     | Klaus Wolfermann  | FRG  | 86,80     |
| 3     | Alexander Makarow | URS  | 80,30     |
| 4     | Hermann Salomon   | FRG  | 76,82     |
| 5     | Günter Glasauer   | FRG  | 68,18     |
| 6     | Michail Bariban   | URS  | 61,04     |

Datum: 24. Juni